# Вторая лига Румынии по футболу 2019/2020
Вторая лига Румынии по футболу 2019/2020 — 80-й сезон второго по значимости футбольного первенства Румынии. Он начался 3 августа 2019 года и закончился 2 августа 2020 года. В турнире приняли участие 20 команд.

## Регламент
В Лиге II выступают 20 команд. Первые 2 команды выходят в Лигу I. Команда, занявшая 3-е место играет стыковые матчи с 12-й командой из Лиги I. 5 последних команд выбывают в региональную Лигу III.

## Изменения по сравнению с предыдущим сезоном
После предыдущего сезона Лига II претерпела следующие изменения:
| Поз. | Вышли в Лигу I     |
| ---- | ------------------ |
| 1    | Киндия Тырговиште  |
| 2    | Академика Клинчени |

| Поз. | Выбыли из Лиги I |
| ---- | ---------------- |
| 13   | Дунэря Кэлэраши  |
| 14   | Конкордия        |

| Поз.          | Вышли из Лиги III     |
| ------------- | --------------------- |
| 1 (Серия I)   | Глория Бузэу          |
| 1 (Серия II)  | Рапид Бухарест        |
| 1 (Серия III) | Туррис Турну-Мэгуреле |
| 1 (Серия IV)  | Решица                |
| 1 (Серия V)   | Чиксереда Меркуря-Чук |

| Поз. | Выбыли в Лигу III |
| ---- | ----------------- |
| 8    | Лучаферул Орадя   |
| 17   | Аэростар          |
| 18   | Поли Тимишоара    |
| 19   | Балотешти         |
| 20   | Брэила            |

### Исключенные команды
Лучаферул Орадя выбыл из Лиги II 30 июля 2019 года, за три дня до старта чемпионата по финансовым причинам и был зачислен в Лигу III.

### Команды спасенные от вылета
Энергетичанул был спасён от вылета из-за выхода Лучаферул Оради.

### Другие изменения
Энергетичанул переехал из Петрошани в Тыргу-Жиу, но клуб будет проводить свои домашние матчи на Городском стадионе в Дробета-Турну-Северин, пока не будет открыт стадион Тудор Владимиреску в Тыргу-Жиу.

### Переименованные команды
КСМ Школар Решица был переименован в КСМ Решица после того, как он восстановил свое право на использование бренда и репутацию старой команды.
Энергетичанул был переименован в Вииторул Пандурий Тыргу-Жиу.

## Турнирная таблица
| М  | Команда                | И  | В  | Н  | П  | Мячи    | ±   | О  | Примечания                                |
| -- | ---------------------- | -- | -- | -- | -- | ------- | --- | -- | ----------------------------------------- |
| 1  | УТА Арад               | 23 | 15 | 5  | 3  | 49 − 13 | +36 | 50 | Квалификация в плей-офф за выход в Лигу I |
| 2  | Миовени                | 23 | 10 | 9  | 4  | 36 − 22 | +14 | 39 | Квалификация в плей-офф за выход в Лигу I |
| 3  | Туррис Турну-Мэгуреле  | 22 | 11 | 6  | 5  | 36 − 25 | +11 | 39 | Квалификация в плей-офф за выход в Лигу I |
| 4  | Арджеш                 | 23 | 10 | 8  | 5  | 34 − 25 | +9  | 38 | Квалификация в плей-офф за выход в Лигу I |
| 5  | Петролул               | 23 | 10 | 8  | 5  | 23 − 20 | +3  | 38 | Квалификация в плей-офф за выход в Лигу I |
| 6  | Рапид Бухарест         | 23 | 10 | 7  | 6  | 32 − 20 | +12 | 37 | Квалификация в плей-офф за выход в Лигу I |
| 7  | Металоглобус           | 23 | 10 | 7  | 6  | 28 − 20 | +8  | 37 |                                           |
| 8  | Глория Бузэу           | 23 | 9  | 6  | 8  | 35 − 27 | +8  | 33 |                                           |
| 9  | Фарул                  | 23 | 9  | 6  | 8  | 27 − 20 | +7  | 33 |                                           |
| 10 | Вииторул Пандурий      | 22 | 9  | 6  | 7  | 30 − 25 | +5  | 33 |                                           |
| 11 | Политехника Тимишоара  | 22 | 8  | 8  | 6  | 20 − 12 | +8  | 32 |                                           |
| 12 | Дунэря Кэлэраши        | 23 | 8  | 7  | 8  | 29 − 30 | −1  | 31 |                                           |
| 13 | Рипенсия Тимишоара     | 23 | 6  | 10 | 7  | 28 − 34 | −6  | 28 |                                           |
| 14 | Университатя Клуж      | 23 | 5  | 12 | 6  | 29 − 26 | +3  | 27 |                                           |
| 15 | Решица                 | 22 | 6  | 6  | 10 | 30 − 35 | −5  | 24 |                                           |
| 16 | Конкордия1             | 22 | 6  | 6  | 10 | 20 − 30 | −10 | 24 | Избавлены от вылета                       |
| 17 | Чиксереда Меркуря-Чук1 | 23 | 5  | 7  | 11 | 17 − 33 | −16 | 22 | Избавлены от вылета                       |
| 18 | Спортул Снагов2        | 23 | 2  | 3  | 18 | 16 − 62 | −46 | 9  | Вылет в Лигу III                          |
| 19 | Пандурий1              | 23 | 1  | 5  | 17 | 10 − 53 | −43 | 8  | Избавлен от вылета                        |
| 20 | Дако-Джетика3          | 0  | 0  | 0  | 0  | 0 − 0   | 0   | 0  | Вылет в Лигу III                          |

И — игры, В — выигрыши, Н — ничьи, П — проигрыши, Мячи — забитые и пропущенные голы, ± — разница голов, О — очки

Обновлено для матчей, сыгранных на 14 мая 2020 года. Источник: FRF
Правила классификации: 1) Очки; 2) Очки в очных встречах между командами; 3) Разница мячей в очных встречах между командами; 4) Забитые мячи; 5) Мячи, забитые в выездных матчах в рамках очных встреч между командами; 6) Разница забитых и пропущенных мячей
Примечания
- ↑  1: Конкордия, Чиксереда Меркуря-Чук и Пандурий были спасены от вылета из-за приостановки сезона из-за пандемии COVID-19.
- ↑  2: Спортул Снагов выбыл из чемпионата во время зимнего перерыва, во второй части чемпионата ему были засчитаны технические поражения 0:3.[4]
- ↑  3: Дако-Джетика снялась с турнира после 13-го тура, и все её результаты были отменены.[5]

## Плей-офф за выход в Лигу I
Был проведён плей-офф турнир между 6 лучшими командами чемпионата (после 25 туров), чтобы определить две команды, которые выйдут в Лигу I и команду, занявшую третье место, которая проведёт ещё один матч плей-офф против 12-й команды Лиги I. Команды начали плей-офф с половиной набранных очков до перерыва в регулярном сезоне.
| М | Команда               | И | В | Н | П | Мячи  | ±  | О  | Примечания     |
| - | --------------------- | - | - | - | - | ----- | -- | -- | -------------- |
| 1 | УТА Арад              | 5 | 1 | 2 | 2 | 8 − 8 | 0  | 30 | Выход в Лигу I |
| 2 | Арджеш                | 5 | 2 | 2 | 1 | 7 − 6 | +1 | 27 | Выход в Лигу I |
| 3 | Миовени               | 5 | 2 | 1 | 2 | 5 − 6 | −1 | 27 | Стыковые матчи |
| 4 | Туррис Турну-Мэгуреле | 5 | 1 | 3 | 1 | 5 − 5 | 0  | 26 |                |
| 5 | Петролул1             | 5 | 1 | 3 | 1 | 4 − 4 | 0  | 25 |                |
| 6 | Рапид Бухарест1       | 5 | 1 | 3 | 1 | 4 − 4 | 0  | 25 |                |

И — игры, В — выигрыши, Н — ничьи, П — проигрыши, Мячи — забитые и пропущенные голы, ± — разница голов, О — очки

Примечания
- ↑  4: Петролул оказался выше Рапида в таблице за счёт наибольшего количества очков, набранных в основном турнире.

### Стыковые матчи
«Миовени», занявший 3 место играл стыковые матчи за право играть в следующем сезоне в Лиге I с командой «Киндия Тырговиште», занявшей 14 место в Лиге I.
| Команда 1         | Итог | Команда 2 | 1-й матч | 2-й матч |
| ----------------- | ---- | --------- | -------- | -------- |
| Киндия Тырговиште | 3–1  | Миовени   | 2–0      | 1–1      |

| 9 августа 2020 | Киндия Тырговиште                  | 2–0 | Миовени | Плоешти                                                    |
| 20:30          | Овидиу Бик 14′ · Йосип Иванчич 74′ |     |         | Стадион: Илие Оанэ Зрителей: 0 Судья: Иштван Ковач (Карей) |

| 12 августа 2020 | Миовени              | 1–1 | Киндия Тырговиште   | Миовени                                                       |
| 18:30           | Андрей Хергелигиу 7′ |     | Йосип Иванчич 45+2′ | Стадион: Орэшенеск Зрителей: 0 Судья: Мариус Аврам (Бухарест) |

Таким образом по сумме двух матчей выиграл клуб «Киндия Тырговиште» и будет играть в Лиге I в следующем сезоне.